# Masirana akahanei
Espèce
Masirana akahanei est une espèce d'araignées aranéomorphes de la famille des Leptonetidae.

## Distribution
Cette espèce est endémique de Honshū au Japon. Elle se rencontre dans la grotte Furo à Tokyo.

## Description
Le mâle holotype mesure 1,8 mm.

## Étymologie
Cette espèce est nommée en l'honneur de Suminobu Akahane.

## Publication originale
- Komatsu, 1963 : Three new cave spiders of genera Gamasomorpha and Masirana from Japan. Acta Arachnologica, vol. 18, p. 21-26 (texte intégral).